# Mohiuddinagar
Mohiuddinagar là một thành phố và là một khu vực quy hoạch (notified area) của quận Samastipur thuộc bang Bihar, Ấn Độ.

## Nhân khẩu
Theo điều tra dân số năm 2001 của Ấn Độ, Mohiuddinagar có dân số 13.764 người. Phái nam chiếm 52% tổng số dân và phái nữ chiếm 48%. Mohiuddinagar có tỷ lệ 44% biết đọc biết viết, thấp hơn tỷ lệ trung bình toàn quốc là 59,5%: tỷ lệ cho phái nam là 52%, và tỷ lệ cho phái nữ là 35%. Tại Mohiuddinagar, 21% dân số nhỏ hơn 6 tuổi.